# Avižinė (okręg uciański)
Avižinė – wieś na Litwie, w okręgu uciańskim, w rejonie jezioroskim, w gminie Turmont. W 2011 roku liczyła 3 mieszkańców.

## Historia
Miejscowość została wymieniona w polskim spisie ludności z 1921 roku jako zaścianek Awiżynka, choć nie leżała w granicach Polski. Według tegoż spisu zamieszkiwało tu 7 osób, wszystkie były wyznania staroobrzędowego. Wszyscy zadeklarowali także polską przynależność narodową. Był tu 1 budynek mieszkalny. Litewski spis z 1923 roku podawał, że kolonia liczyła 11 mieszkańców i obejmowała 2 budynki.
W 1959 roku wieś liczyła 13 mieszkańców, w 1970 roku – 13 mieszkańców, w 1989 roku – 5 mieszkańców, w 2001 roku – 5 mieszkańców.